# Meke Mwase
Meke Mwase (6 luglio 1972) è un allenatore di calcio ed ex calciatore malawiano.

## Carriera

### Giocatore
Ha trascorso la carriera da calciatore fra Sudafrica e Malawi; dal 1991 al 2001 è stato presenza fissa nella nazionale malawiana, con cui ha collezionato 77 presenze e realizzato 2 reti.

### Allenatore
Nell'aprile del 2019 è stato nominato CT del Malawi ad interim dopo l'addio di Ronny Van Geneugden; nel giugno seguente viene confermato alla guida delle fiamme, rimanendovi fino al dicembre 2021, quando viene sostituito da Mario Marinică.